# Setodes lamellatus
Setodes lamellatus är en nattsländeart som beskrevs av Yang och Morse 2000. Setodes lamellatus ingår i släktet Setodes och familjen långhornssländor. Inga underarter finns listade i Catalogue of Life.